# Powołanie (album)
Powołanie – czwarty album Szymona Wydry & Carpe Diem, wydany 6 września 2010 roku nakładem Universal Music Group.  
Album dotarł do 50. miejsca polskiej listy przebojów - OLiS.

## Lista utworów
Opracowano na podstawie materiału źródłowego.
1. "Siła (Intro)" – 4:14
2. "Jeśli chcesz" – 3:32
3. "Mgła" – 3:50
4. "Odejdź" – 4:19
5. "Będę sobą" – 3:27
6. "Dlaczego ty" – 6:41
7. "Bezdomni" – 3:51
8. "Święty spokój" – 4:26
9. "Wyspa" – 6:40
10. "Mgnienie" – 1:54
11. "Siła" – 3:23

## Twórcy
Opracowano na podstawie materiału źródłowego.
- Szymon Wydra – śpiew
- Zbigniew Suski – gitara, gitara basowa
- Karol Sionek – instrumenty klawiszowe
- Jarosław Suski – perkusja